# Calvin Pickard
Calvin Pickard, född 15 april 1992, är en kanadensisk professionell ishockeymålvakt som spelar för Edmonton Oilers i NHL.
Han har tidigare spelat på NHL-nivå för Philadelphia Flyers, Toronto Maple Leafs, Colorado Avalanche, Detroit Red Wings, Arizona Coyotes och på lägre nivåer för Toronto Marlies, San Antonio Rampage och Lake Erie Monsters i AHL samt Seattle Thunderbirds i WHL. Han har också tillhört Vegas Golden Knights dock utan att spela för organisationen.
Pickard draftades i andra rundan i 2010 års draft av Colorado Avalanche som 49:e spelare totalt.
Han är bror till ishockeymålvakten Chet Pickard som har spelat bland annat för Milwaukee Admirals, Oklahoma City Barons och Djurgården Hockey.
21 juni 2017 valdes Pickard av Vegas Golden Knights i expansionsdraften. 6 oktober samma år blev han tradad till Toronto Maple Leafs i utbyte mot Tobias Lindberg och ett draftval i sjätte omgången 2018, utan att ha spelat en match för Vegas Golden Knights.

## Statistik
M = Matcher, V = Vinster, F = Förluster, O = Oavgjorda, ÖF = Förluster på övertid eller straffar, MIN = Spelade minuter, IM = Insläppta Mål, N = Hållit nollan, GIM = Genomsnitt insläppta mål per match, R% = Räddningsprocent

### Grundserie
| Källa: Uppdaterad: 2018-12-03 | Källa: Uppdaterad: 2018-12-03 | Källa: Uppdaterad: 2018-12-03 | Källa: Uppdaterad: 2018-12-03 | Källa: Uppdaterad: 2018-12-03 | Källa: Uppdaterad: 2018-12-03 | Källa: Uppdaterad: 2018-12-03 | Källa: Uppdaterad: 2018-12-03 | Källa: Uppdaterad: 2018-12-03 | Källa: Uppdaterad: 2018-12-03 | Källa: Uppdaterad: 2018-12-03 | Källa: Uppdaterad: 2018-12-03 | Källa: Uppdaterad: 2018-12-03 |  |
| Säsong                        | Lag                           | Liga                          | M                             | V                             | F                             | O                             | ÖF                            | MIN                           | IM                            | N                             | GIM                           | R%                            |  |
| ----------------------------- | ----------------------------- | ----------------------------- | ----------------------------- | ----------------------------- | ----------------------------- | ----------------------------- | ----------------------------- | ----------------------------- | ----------------------------- | ----------------------------- | ----------------------------- | ----------------------------- |  |
| 2008–2009                     | Seattle Thunderbirds          | WHL                           | 47                            | 23                            | 16                            | 5                             | —                             | 2694                          | 137                           | 3                             | 3.05                          | .896                          |  |
| 2009–2010                     | Seattle Thunderbirds          | WHL                           | 62                            | 16                            | 34                            | 12                            | —                             | 3688                          | 190                           | 3                             | 3.09                          | .914                          |  |
| 2010–2011                     | Seattle Thunderbirds          | WHL                           | 68                            | 27                            | 33                            | 8                             | —                             | 4013                          | 225                           | 1                             | 3.36                          | .916                          |  |
| 2011–2012                     | Seattle Thunderbirds          | WHL                           | 64                            | 25                            | 37                            | 2                             | —                             | 3630                          | 217                           | 5                             | 3.59                          | .906                          |  |
|                               | Lake Erie Monsters            | AHL                           | 2                             | 1                             | 0                             | 0                             | —                             | 77                            | 4                             | 0                             | 3.12                          | .892                          |  |
| 2012–2013                     | Lake Erie Monsters            | AHL                           | 47                            | 20                            | 19                            | 5                             | —                             | 2749                          | 113                           | 5                             | 2.47                          | .918                          |  |
| 2013–2014                     | Lake Erie Monsters            | AHL                           | 43                            | 16                            | 18                            | 7                             | —                             | 2445                          | 116                           | 2                             | 2.85                          | .906                          |  |
| 2014–2015                     | Colorado Avalanche            | NHL                           | 16                            | 6                             | 7                             | —                             | 3                             | 895                           | 35                            | 0                             | 2.35                          | .932                          |  |
|                               | Lake Erie Monsters            | AHL                           | 50                            | 23                            | 17                            | 9                             | —                             | 2943                          | 128                           | 3                             | 2.61                          | .917                          |  |
| 2015–2016                     | Colorado Avalanche            | NHL                           | 20                            | 7                             | 6                             | —                             | 1                             | 975                           | 42                            | 1                             | 2.56                          | .922                          |  |
|                               | San Antonio Rampage           | AHL                           | 21                            | 9                             | 8                             | 4                             | —                             | 1264                          | 58                            | 1                             | 2.75                          | .917                          |  |
| 2016–2017                     | Colorado Avalanche            | NHL                           | 50                            | 15                            | 31                            | —                             | 2                             | 2821                          | 140                           | 2                             | 2.98                          | .904                          |  |
| 2017–2018                     | Toronto Maple Leafs           | NHL                           | 1                             | 0                             | 0                             | —                             | 1                             | 1923                          | 74                            | 1                             | 2.31                          | .918                          |  |
|                               | Toronto Marlies               | AHL                           | 31                            | 21                            | 9                             | —                             | 1                             | 63                            | 4                             | 0                             | 3.81                          | .857                          |  |
| 2018–2019                     | Philadelphia Flyers           | NHL                           | 11                            | 4                             | 2                             | —                             | 2                             | 465                           | 31                            | 1                             | 4.01                          | .863                          |  |
|                               | Arizona Coyotes               | NHL                           |                               |                               |                               | —                             |                               |                               |                               |                               |                               |                               |  |
| NHL totalt                    | NHL totalt                    | NHL totalt                    | 98                            | 32                            | 46                            | —                             | 9                             | 5228                          | 252                           | 4                             | 2.89                          | .909                          |  |
| AHL totalt                    | AHL totalt                    | AHL totalt                    | 196                           | 90                            | 71                            | 25                            | —                             | 9478                          | 419                           | 11                            | 2.76                          | .910                          |  |
| WHL totalt                    | WHL totalt                    | WHL totalt                    | 241                           | 91                            | 120                           | 27                            | —                             | 14025                         | 769                           | 12                            | 3.27                          | .908                          |  |

### Slutspel
| Säsong     | Lag                  | Liga       | M | V | F | MIN | IM | N | GIM  | R%   |
| ---------- | -------------------- | ---------- | - | - | - | --- | -- | - | ---- | ---- |
| 2008–2009  | Seattle Thunderbirds | WHL        | 5 | 1 | 4 | 297 | 15 | 0 | 3.03 | .915 |
| 2017–2018  | Toronto Marlies      | AHL        | 3 | 1 | 0 | 120 | 2  | 0 | 1.00 | .956 |
| WHL totalt | WHL totalt           | WHL totalt | 5 | 1 | 4 | 297 | 15 | 0 | 3.03 | .915 |
| AHL totalt | AHL totalt           | AHL totalt | 3 | 1 | 0 | 120 | 2  | 0 | 1.00 | .956 |